# I. Balkhausen
I. Balkhausen ist ein aus einer Hofschaft hervorgegangener Wohnplatz in der bergischen Großstadt Solingen. Er bildet zusammen mit den beiden Orten II. und III. Balkhausen den Ortsteil Balkhausen.

## Lage und Beschreibung
I. Balkhausen liegt im Unteren Wuppertal am Ufer des Flusses Wupper im Süden des Stadtbezirks Burg/Höhscheid, wobei der Fluss die Stadtgrenze zu Leichlingen bildet. I. Balkhausen liegt in der Form eines Straßendorfes entlang des Balkhauser Wegs, der als Kreisstraße 4 klassifiziert ist. Der Ort ist entlang der Straße Balkhausen, die nach Westen abzweigt, mit dem Nachbarort II. Balkhausen zusammengewachsen. In nördliche und östliche Richtung erheben sich mehrere Höhenzüge des Solinger Höhenrückens, auf einem dieser Höhenzüge thront Burg Hohenscheid. Die Hochflächen werden durch kleinere Bachläufe in Richtung der Wupper entwässert, an I. Balkhausen vorbei fließt der von Hästen kommende Balkhauser Bach.
Benachbarte Orte sind bzw. waren die zu Solingen gehörenden Orte Auer Kotten, Hohenscheid, II. und III. Balkhausen, Schellberg, Kempen, III. Hästen, Balkhauser Kotten und Pfaffenberg sowie der zu Leichlingen gehörende Ort Raderhof.

## Etymologie
Die Ortsbezeichnung könnte darauf zurückzuführen sein, dass einst in der Nähe ein Steg aus Holzbalken die Überquerung der Wupper ermöglichte. Der Namensbestandteil -hausen ist ein verbreiteter Ortsname in Deutschland.

## Geschichte
Balkhausen hat seine Ursprünge im 14. Jahrhundert, der Ort wurde erstmals im Jahre 1363 urkundlich als Balchusen erwähnt.:1 In dem Kartenwerk Topographia Ducatus Montani von Erich Philipp Ploennies, Blatt Amt Solingen, ist Balkhausen bereits mit drei Hofstellen verzeichnet und als balckhuſen benannt. Ab dem Spätmittelalter bis in das 19. Jahrhundert war Balkhausen Titularort der Honschaft Balkhausen, einem unteren Verwaltungsbezirk des Kirchspiels Solingen innerhalb des bergischen Amtes Solingen. Die Topographische Aufnahme der Rheinlande von 1824 verzeichnet den Ort als IIItes Balkhauſen (sic), die Preußische Uraufnahme von 1844 verzeichnet ihn als I. Balkhausen. In der Topographischen Karte des Regierungsbezirks Düsseldorf von 1871 ist der Ort als Balkhausen verzeichnet.
Nach Gründung der Mairien und späteren Bürgermeistereien Anfang des 19. Jahrhunderts gehörte der Ort zur Bürgermeisterei Dorp, die 1856 das Stadtrecht erhielt, und lag dort in der Flur VI. Hohenscheid. Die Bürgermeisterei beziehungsweise Stadt Dorp wurde nach Beschluss der Dorper Stadtverordneten zum 1. Januar 1889 mit der Stadt Solingen vereinigt. Damit wurde I. Balkhausen ein Ortsteil Solingens.
Am 14. August 1906 wurde I. Balkhausen durch einen Tornado schwer getroffen, der einige Gebäude im Ort verwüstete (siehe dazu auch Wirbelsturm im Bergischen Land).

Nach dem Zweiten Weltkrieg verdichtete sich die Bebauung im Ort, so dass I. und II. Balkhausen entlang der Straße Balkhausen schließlich zusammenwuchsen. Der amtliche Stadtplan verwendet bis 1975 noch die Unterteilung in I., II. und III. Balkhausen, seit den 1980er Jahren wird der Ort zusammen mit den Nachbarorten im Stadtplan nur noch als Balkhausen bezeichnet. Die Unterteilung mit römischen Ziffern ist daher heute kaum noch gebräuchlich.

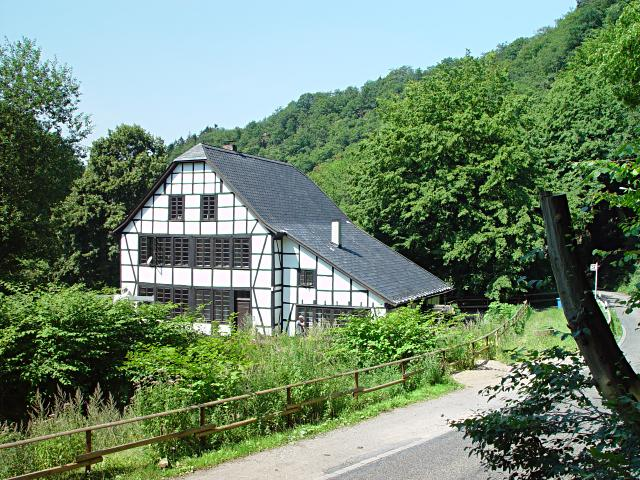
Balkhauser Kotten
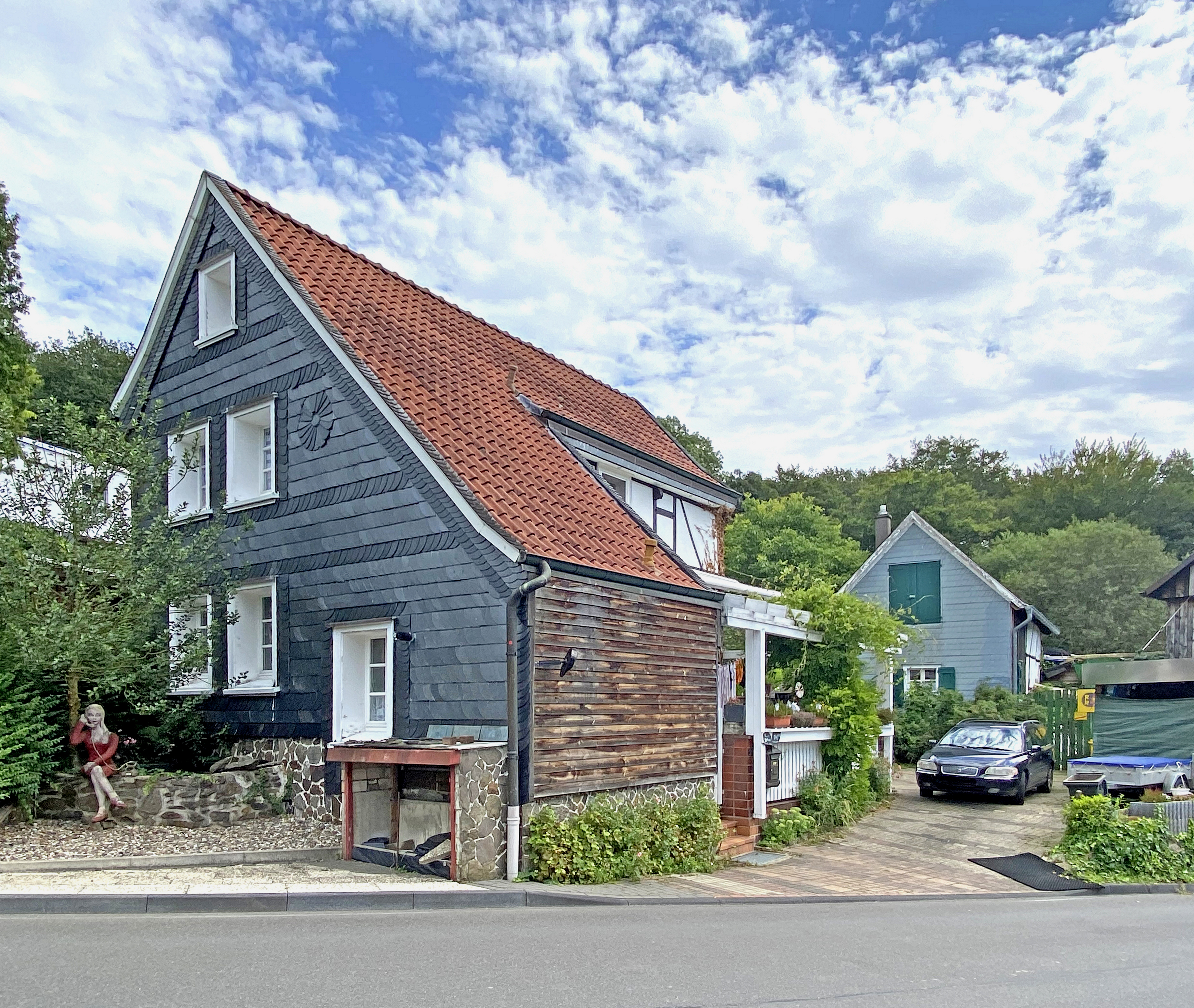
Balkhauser Weg 141

Das teils verschieferte Fachwerkhaus Balkhauser Weg 141 steht seit 1989 unter Denkmalschutz. Ebenfalls in die Solinger Denkmalliste eingetragen ist der zur Hofschaft gehörende Schleifkotten. Dabei handelt es sich um den an der Wupper liegenden Balkhauser Kotten, der heute ein Schleifer- und Heimatmuseum ist.
Bei dem verheerenden Hochwasserereignis Mitte Juli 2021 wurden infolge von anhaltendem Starkregen auch Teile von Balkhausen überschwemmt, insbesondere der Balkhauser Kotten nahm durch das Hochwasser großen Schaden.